# 觉醒妇女组
觉醒妇女组（abbrev. AWAS ）是英属马来亚第一个民族主义妇女组织。它于1946年作为马来亚马来国民党的妇女翼成立，艾莎·加尼是该组织第一任组长，另一位领导人是桑西雅·法姬亞。在其巅峰时期，觉醒妇女组有2000名成员。由萨基娜·朱尼德 领导的成员参加了一场六英里的抗议游行，反对英国禁止在游行中使用机动车辆的禁令。
人类学家瓦齐尔·贾汉·卡里姆将创建觉醒妇女组的动力归功于该组织的核心领导人：艾莎·加尼、萨基娜·朱尼德和桑西雅·法姬亞。
1947年2月22日，觉醒妇女组参与组建由依萨莫哈末领导的马来左翼联盟人民力量中心。日本投降后，英国军事管理局恢复了对马来亚的控制，并于1948年取缔了觉醒妇女组以及其他几个政党，如马来亚马来国民党和马来亚穆斯林人民党，指控它们与马来亚共产党有联系。